# Walhain
Walhain es un municipio belga perteneciente a la provincia de Brabante Valón, en la Región Valona.
A 1 de enero de 2019 tiene 7187 habitantes.

## Geografía
Se ubica entre las carreteras A4 y N4, a medio camino entre la capital nacional Bruselas y la capital regional Namur.
El Instituto Geográfico Nacional de Bélgica ubica el centro geográfico del país en el término municipal de Walhain, concretamente en la sección Nil-Saint-Vincent-Saint-Martin, en el lugar llamado "Le Tiège". Otro lugar destacable son las ruinas del castillo de Walhain, del siglo XII.

### Secciones del municipio
El municipio comprende los antiguos municipios, que se fusionaron en 1977:
| - Walhain-Saint-Paul - Nil-Saint-Vincent-Saint-Martin - Tourinnes-Saint-Lambert |

## Demografía

### Evolución
Todos los datos históricos relativos al actual municipio, el siguiente gráfico refleja su evolución demográfica, incluyendo municipios después de efectuada la fusión el 1 de enero de 1977.
| Gráfica de evolución demográfica de Walhain entre 1846 y 2020 |
|                                                               |